# Being Human (serie televisiva 2009)
Being Human è una serie televisiva inglese di genere drammatico e horror trasmessa da BBC Three.
La serie tratta l'insolita convivenza di un fantasma, un vampiro e un licantropo che, nonostante la loro condizione, cercano di vivere come persone normali. Il telefilm ha debuttato nel Regno Unito il 25 gennaio 2009 con una prima stagione di sei episodi (dopo aver esordito dapprima con un episodio pilota sperimentale trasmesso nel febbraio 2008 con cast e atmosfere completamente differenti); in seguito al buon riscontro di pubblico vennero realizzate altre quattro stagioni. Il 7 febbraio 2013 venne annunciato che la quinta stagione sarebbe stata l'ultima.
In Italia ha debuttato dal 2 aprile 2010 sul canale digitale a pagamento Steel che ha trasmesso solo le prime quattro stagioni; successivamente, dal 7 gennaio 2013, la serie è stata trasmessa in chiaro su Rai 4 (inclusa la quinta stagione in prima visione assoluta).

## Produzione
Le prime due stagioni sono state girate a Bristol, mentre dalla terza alla quinta l'ambientazione si è spostata a Cardiff. Durante la terza stagione l'idea-base della serie viene modificata dal momento che si aggiunge al cast fisso Sinead Keenan nel ruolo di Nina: quindi un vampiro, un fantasma e ben due licantropi che vivono assieme. Con il rinnovo per una quarta stagione di otto episodi in onda nel 2012, si assiste a una drastica modifica del cast: di quello originale rimane solo Annie (Lenora Crichlow), in quanto Aidan Turner e Russell Tovey lasciano la serie per dedicarsi ad altri progetti cinematografici e televisivi; anche Sinead Keenan decise di non partecipare alla quarta stagione, quindi il suo personaggio venne escluso fuori scena. Il 26 marzo 2012, il giorno dopo la messa in onda del finale della quarta stagione, la BBC annunciò di aver rinnovato la serie per una quinta stagione cui però non avrebbe preso parte Lenora Crichlow in quanto i produttori ritennero che il personaggio avesse ricevuto la sua conclusione; di contro Kate Bracken venne aggiunta al cast regolare sempre nel ruolo di Alex Millar, tornando al concept originale di un vampiro, un licantropo e un fantasma che vivono insieme.

## Trama
Ambientata nella cittadina inglese di Bristol, la storia si dipana tra le vite dei tre protagonisti. Da poco trasferitisi in un vecchio appartamento di periferia, Mitchell e George fanno ben presto un'inaspettata conoscenza: Annie, il fantasma della precedente occupante, morta in circostanze misteriose nel suddetto appartamento. Ne consegue una problematica convivenza.

### Prima stagione
La storia inizia con alcuni flashback di Annie che racconta della sua morte prematura, della quale però non ha memoria, e dei suoi "coinquilini" Mitchell e George, l'uno vampirizzato durante la prima guerra mondiale mentre era un sergente di fanteria, e l'altro reduce dall'attacco di un lupo mannaro, che lo ha trasformato.
Dopo una notte di passione terminata in tragedia, Mitchell decide di rinunciare definitivamente al sangue e seguire un'alimentazione ordinaria, tuttavia si ritrova più volte a dover combattere contro le crisi di astinenza, mentre Annie cerca di capire perché il suo spirito è ancora vincolato all'appartamento. Intanto George, che meno di tutti accetta la sua nuova natura, si vede costretto a cercare un posto sicuro dove trascorrere la sua trasformazione mensile.

### Seconda stagione
Mitchell cerca di gestire i suoi impulsi omicidi mentre affronta la oramai scatenata comunità dei vampiri di Bristol. George deve affrontare dei problemi di intimità con Nina in quanto deve affrontare il peso di aver passato la sua "maledizione" alla ragazza mentre Annie deve trovare un nuovo scopo in quanto ha risolto ciò che la teneva ancora sulla Terra e deve anche vedersela con misteriose entità soprannaturali che vivono nell'aldilà ma che hanno il potere di influenzare la vita degli esseri viventi. In città arrivano anche Ivan e Daisy, una coppia di giovani vampiri spietati che porteranno Mitchell a commettere qualcosa di orribile e irreparabile; inoltre una misteriosa organizzazione, di cui fa parte la dottoressa Lucy Jaggatt, tiene sotto controllo il trio di coinquilini per degli scopi poco chiari.

### Terza stagione
Si inizia col trasferimento da Bristol a Barry Island (nel Galles del Sud) dove Mitchell, Annie, George e Nina prendono possesso di un vecchio hotel dismesso e dove tentano di superare i recenti traumatici eventi. Mitchell non riesce a sopportare il peso per ciò che ha fatto mentre George e Nina affrontano la gravidanza di quest'ultima, tutto questo incontrando i più svariati personaggi, inclusi un padre e figlio lupi mannari che sono diventati cacciatori di vampiri, soprattutto Tom (il figlio) stringerà un legame con Annie, George e Nina.

### Quarta stagione
Annie è a pezzi dopo aver perso Mitchell e Nina e, nel mentre, cerca di aiutare George che non esce più di casa per proteggere la piccola Eve avuta da Nina prima che venisse uccisa dai vampiri. Ben presto George si sacrifica per salvare la figlia che diventa l'obiettivo di una setta di potenti vampiri, detti gli Anziani, che la ritengono fonte di una profezia che li aiuterà a dominare sul mondo. Tom torna in città e decide di aiutare Annie a prendersi cura della piccola Eve e poco dopo i due ricevono la visita di un altro trio composto da un fantasma, un licantropo e un vampiro che hanno vissuto insieme per molti anni, ma che ora si stanno per separare a causa della sopraggiunta vecchiaia del licantropo. Annie e Tom decidono allora di accogliere fra loro Hal, il vampiro, che si scoprirà essere uno degli Anziani il quale ha bisogno di dedicarsi a lavori manuali per tenere a bada la sua sete di sangue.

### Quinta stagione
La quinta ed ultima stagione si concentra sul nuovo trio di conviventi formato da Hal, Tom e Alex (una ragazza morta tragicamente dopo aver iniziato a frequentare Hal) i quali dovranno affrontare il Diavolo in persona che si nasconde sotto le mentite spoglie di un anziano degente che si fa chiamare Capitano Hatch, il quale spinge persone innocenti al suicidio e cerca di accendere la faida tra vampiri e licantropi per nutrirsi dell'energia che ne scaturisce.

## Personaggi e interpreti

### Personaggi principali
- John Mitchell (stagioni 1-3), interpretato da Aidan Turner, doppiato da Stefano Crescentini:
è un vampiro che lavora come inserviente in un ospedale. Pratica l'astinenza dal sangue, non uccide più nessun essere umano ed è costretto a combattere contro sé stesso per vincere questo suo istinto. Di indole emancipata e famigerato playboy, Mitchell è tuttavia spesso in conflitto con la sua natura vampirica, che lo spinge spesso verso azioni avventate.
- George Sands (stagioni 1-4), interpretato da Russell Tovey, doppiato da Andrea Mete:
coinquilino e collega di Mitchell. Dopo essere stato trasformato in un lupo mannaro abbandona la famiglia, gli amici, la fidanzata e il lavoro per paura di ferire qualcuno a causa della sua mensile trasformazione.
- Annie Sawyer (stagione 1-4), interpretata da Lenora Crichlow, doppiata da Letizia Scifoni:
l'insicuro fantasma che infesta la casa in cui abitava con il suo ragazzo. Grazie alla presenza di Mitchell e George può essere vista anche dalle persone normali.
- Nina Pickering (stagioni 1-3), interpretata da Sinead Keenan, doppiata da Federica De Bortoli:
è un'infermeria che si innamora di George. Inizialmente turbata e preoccupata dai segreti che George le nasconde, alla fine il suo amore per lui prevarrà tanto da portarla a fidarsi di lui, anche se nel suo passato c'è qualcosa che ancora preferisce tenere nascosto.
- Thomas "Tom" McNair (stagioni 3-5), interpretato da Michael Socha, doppiato da Paolo Vivio:
è un giovane lupo mannaro che vive nei boschi con il padre cacciando vampiri; successivamente si unisce ad Annie e diventa parte del gruppo.
- Hal Yorke (stagioni 4-5), interpretato da Damien Molony, doppiato da Marco Vivio:
è un potente vampiro un tempo appartenente alla stirpe degli "Antichi" che ha vissuto per 50 anni in una situazione analoga al trio originale della serie e cioè con un licantropo e un fantasma per tenere sotto controllo la sua sete di sangue; si trasferisce nell'hotel di Annie e diventa "amico" di Tom in seguito alla scomparsa dei suoi amici di vecchia data.
- Alex Millar (stagioni 4-5), interpretata da Kate Bracken, doppiata da Laura Amadei:
è una ragazza molto indipendente e forte che, trovandosi a Cardiff per una vacanza con la famiglia, si interessa ad Hal, dopo averlo conosciuto; in seguito viene uccisa da Cutler per permettere ad Hal di tornare ad essere il vampiro sanguinario che era e quindi la ragazza diventa un fantasma che in seguito si trasferisce con Hal e Tom.
- Dominic Rook (stagioni 4-5), interpretato da Steven Robertson, doppiato da Christian Iansante:
è un uomo misterioso che si occupa di tenere nascosta l'esistenza delle creature sovrannaturali quando queste rischiano di esporsi al mondo.

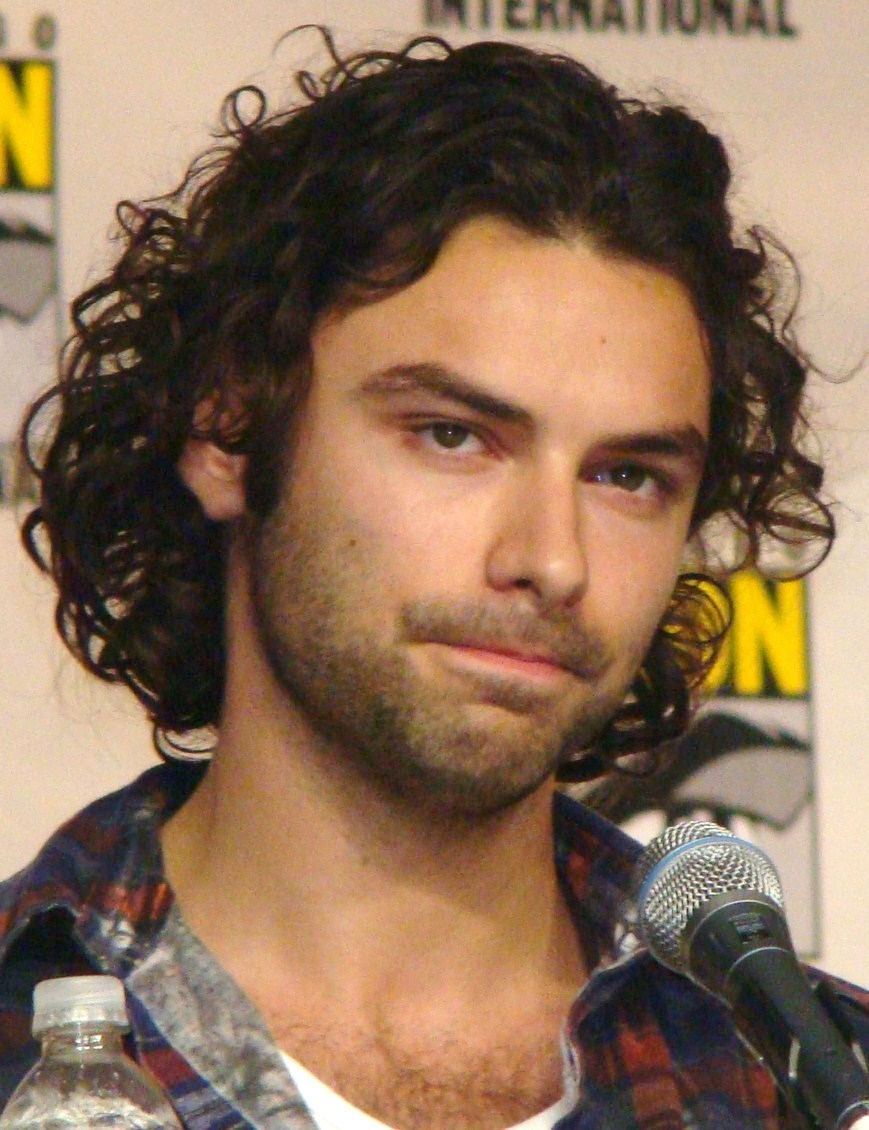
Aidan Turner interpreta John Mitchell
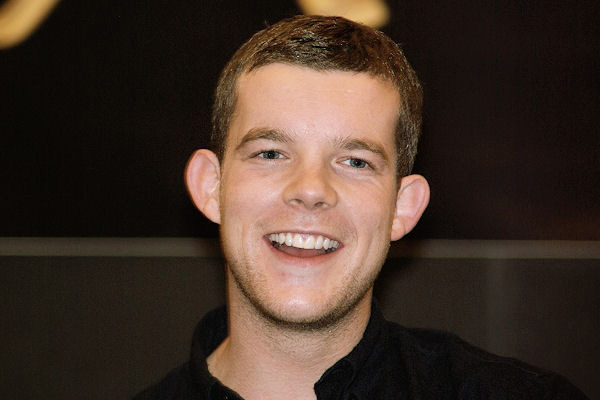
Russell Tovey interpreta George Sands
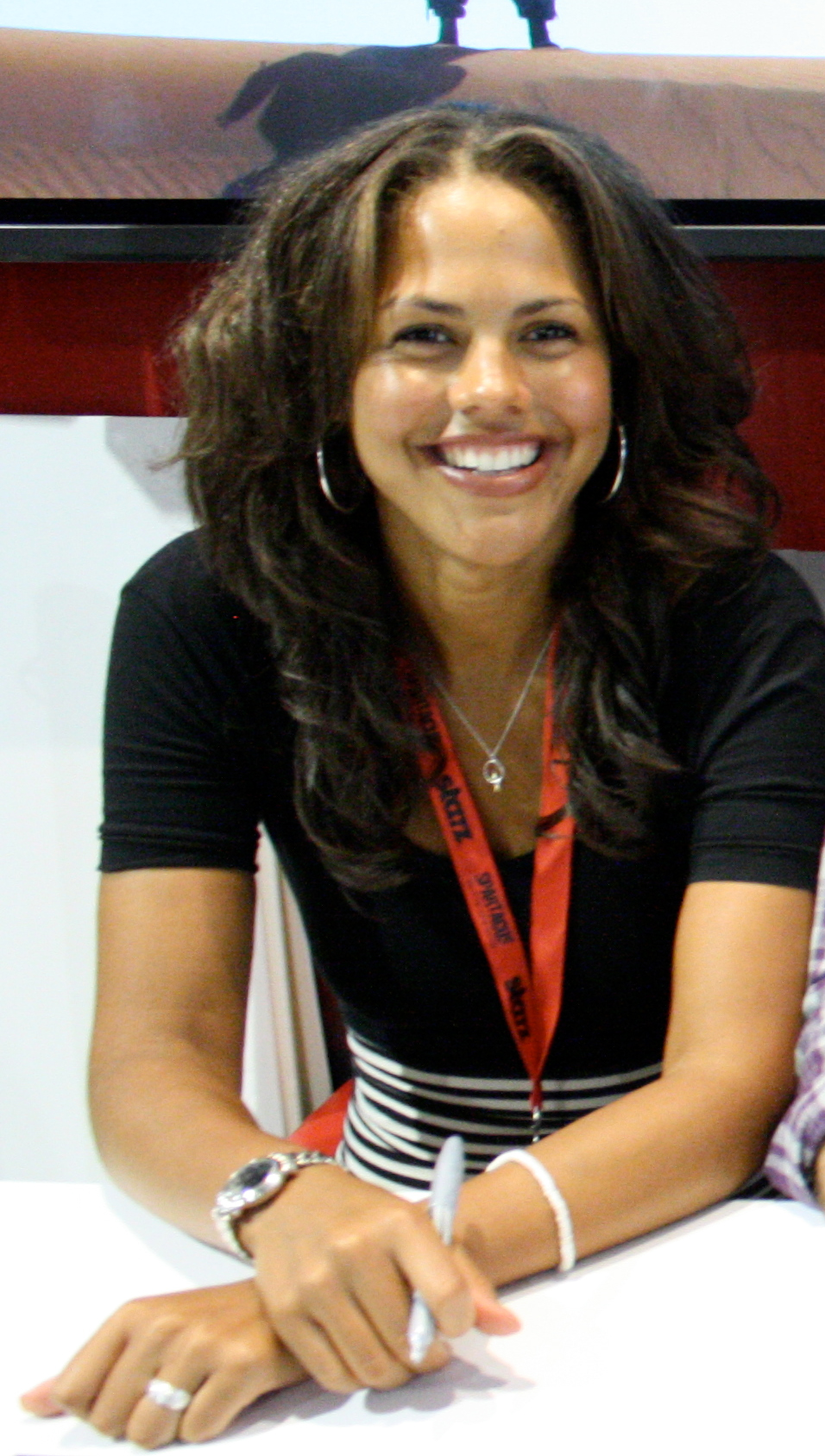
Lenora Crichlow interpreta Annie Sawyer
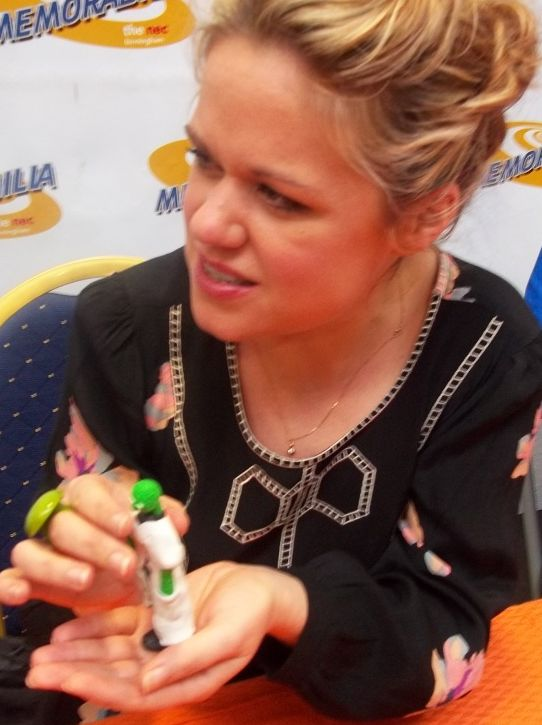
Sinead Keenan interpreta Nina Pickering
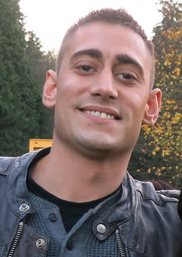
Michael Socha interpreta Tom McNair
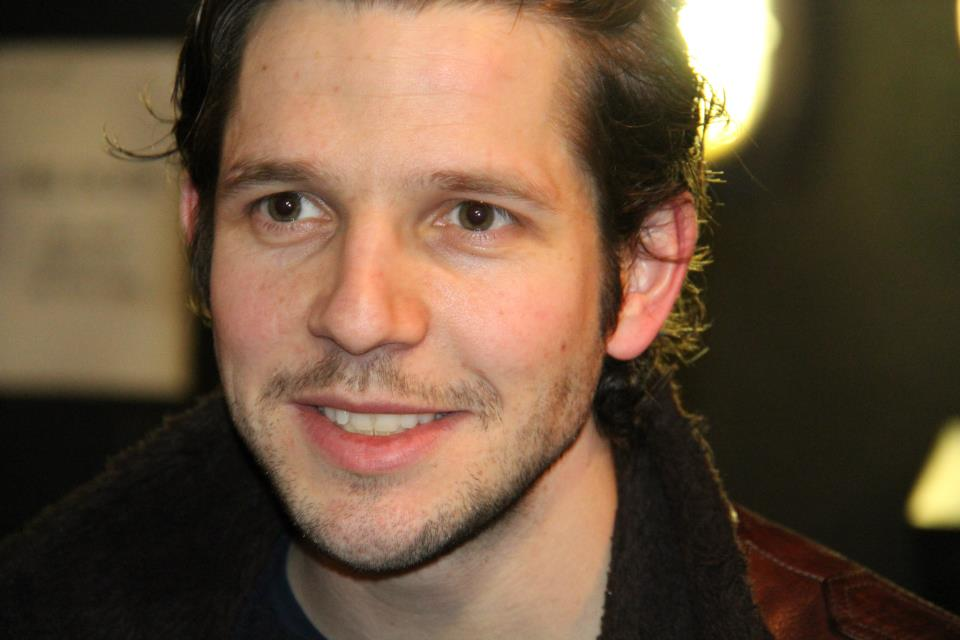
Damien Molony interpreta Hal Yorke

### Personaggi secondari
- Lauren, interpretata da Annabel Scholey, doppiata da Ilaria Latini:
è stata la ragazza di Mitchell per una notte ed è stata trasformata da quest'ultimo. Inizialmente accecata dalla fame uccide chiunque le si presenti davanti, ma poi prova a seguire Mitchell nella sua dieta, per cadere poi nuovamente tra le braccia di Herrick. Alla fine deciderà però di combattere la sua natura e di aiutare Mitchell e obbligherà quest'ultimo a conficcarle un paletto di legno al cuore per essere salvata da se stessa.
- William Herrick, interpretato da Jason Watkins, doppiato da Massimo Lodolo:
è un vampiro appartenente alla famiglia degli antenati che lavora come poliziotto in città, cosicché la gente si fidi di lui. Uccide senza scrupoli pur di nutrirsi e non si fa scrupoli a reclutare gente per realizzare il suo piano di conquista. Vorrebbe che Mitchell si unisse di nuovo a lui nella sua battaglia, ma vedendo che il vampiro gli è contrario, si decide ad ucciderlo.
- Seth, interpretato da Dylan Brown, doppiato da Alberto Bognanni:
è il vampiro braccio destro di Herrick. Lui e Mitchell sono nemici da parecchio tempo e fu proprio Seth ad ordinare il primo pestaggio a discapito di George.
- Owen, interpretato da Gregg Chillin, doppiato da David Chevalier:
è l'ex ragazzo di Annie, del quale lei è ancora innamorata. Proprietario della casa dove vivono i ragazzi spesso si trova a tornare lì per lavori di manutenzione o altro sconvolgendo la tranquillità di Annie. Il ragazzo, apparentemente un bravo ragazzo, simpatico e affidabile, nasconde però un terribile segreto.
- Gilbert, interpretato da Alex Price, doppiato da Emiliano Coltorti:
è un fantasma vegetariano morto nel 1985. Non accoglie di buon grado la natura dei coinquilini di Annie reputandoli violenti. Ha un complesso e particolare concetto di divertimento rispetto agli altri. Passa molto tempo con il fantasma protagonista aiutandola nella sua impresa e non si era mai chiesto il perché della sua presenza prolungata sulla Terra prima di conoscere Annie. In seguito capisce che, poiché non si era mai innamorato in vita, non poteva lasciare il mondo dei vivi fino a che non avesse concesso il suo cuore a qualcuno. Quando ciò avviene, con Annie appunto, appare la morte sotto forma di porta e Gilbert l'attraversa da solo, nonostante avesse chiesto prima ad Annie di accompagnarlo.
- Janey, interpretata da Sama Goldie, doppiata da Evita Zappadu:
è la nuova compagna di Owen. Quando Annie ancora era in vita, Janey aveva già una cotta per Owen. A causa del suo colorito dovuto alle troppe lampade Annie la chiama Janie-arancione.
- Lee Tully, interpretato da Dean Lennox Kelly, doppiato da Francesco Pezzulli:
è il licantropo che contagiò George, al quale si avvicina prima come amico per poi rivelargli la verità.
- Josie, interpretata da Clare Higgins e da Charlene McKenna nelle parti da giovane, doppiata da Stefanella Marrama:
è un vecchio amore di Mitchell, adesso ammalata di cancro ai polmoni, la quale non ha mai dimenticato il vampiro. È l'unica che riesce a far ragionare il vampiro e per lui darà la sua stessa vita.
- Ivan, interpretato da Paul Rhys, doppiato da Francesco Prando:
è un vampiro di 237 anni che viaggia per il mondo come turista di guerra. Arriva a Bristol spinto dalla curiosità per osservare in prima persona che cosa accadrà dopo la morte di Herrick. Mostra di essere completamente distaccato dai suoi antichi sentimenti umani. Confessa di non riuscire a non nutrirsi di sangue umano e per mantenere la sua facciata accetta di nutrirsi in privato.
- Daisy, interpretata da Amy Manson, doppiata da Domitilla D'Amico:
è una vampira, moglie di Ivan. Arrivata a Bristol assieme al marito, seduce George e le loro strade continueranno ad incrociarsi. Ciò che la porta a Bristol oltre ad essere la stessa curiosità del marito, è anche sua figlia, avuta prima di essere trasformata.
- Sykes, interpretato da Bryan Dick:
vestito con la divisa della Royal Air Force, è un fantasma esperto della seconda guerra mondiale ancora in terra poiché non vuole incontrare i suoi ex colleghi per paura che questi si vendichino su di lui. Essendo un fantasma da molto tempo ha molti poteri che riesce a controllare alla perfezione e per questo aiuterà Annie con i suoi.
- Lloyd Pinky, interpretato da Mark Fleishmann, doppiato da Massimiliano Plinio:
è un semplice tecnico che lavora per la misteriosa organizzazione che cerca di studiare tutto ciò che riguarda il sovrannaturale.
- Kemp, interpretato da Donald Sumpter, doppiato da Vittorio Battarra:
è membro dell'organizzazione segreta per cui lavora Lloyd, nonché suo capo ma non capo dell'organizzazione. Seguendo le istruzioni fornitegli dalla professoressa Jaggat, studia le interazione tra Mitchell, George e Annie, chiamati i tre tipi. È un fanatico religioso che afferma che la condizione di lupo mannaro deriva da una forza demoniaca piuttosto che da un'infezione e per questo cerca di curarla non ottenendo però buoni risultati.
- Prof.ssa Lucy Jaggat, interpretata da Lindsey Marshal, doppiata da Barbara De Bortoli:
è il capo dell'organizzazione segreta per cui lavorano sia Lloyd che Kemp. Inizialmente non appare in prima persona ma poi si scopre essere una persona molto vicina a Mitchell, prova a trattare questi esseri sovrannaturali come umani, nonostante le opposizioni di Kemp.

## Episodi
| Stagione         | Episodi | Prima TV originale | Prima TV Italia |
| ---------------- | ------- | ------------------ | --------------- |
| Prima stagione   | 6       | 2009               | 2010            |
| Seconda stagione | 8       | 2010               | 2010            |
| Terza stagione   | 8       | 2011               | 2011            |
| Quarta stagione  | 8       | 2012               | 2012            |
| Quinta stagione  | 6       | 2013               | 2014            |

## Spin-off
Durante la terza stagione, dal 30 gennaio al 20 marzo 2011, la BBC ha trasmesso on-line una webserie che costituisce uno spin-off della serie-madre: Becoming Human. Formata da otto episodi, la serie vede protagonisti tre adolescenti: il vampiro Adam, interpretato da Craig Roberts, apparso nel secondo episodio della terza stagione di Being Human; il licantropo Christa, interpretata da Leila Mimmack; e il fantasma Matt, interpretato da Josh Brown. La trama vede Adam e Christa tentare di aiutare Matt, ucciso di recente, a trovare il suo assassino e a chiudere i conti in sospeso con la vita terrena in modo da passare oltre. Gli otto episodi, dalla durata media di sei minuti circa, sono stati trasmessi di seguito sul canale BBC Three il 20 marzo 2011, una settimana dopo la messa in onda dell'ultimo episodio della terza stagione della serie-madre.

## Remake
Il 17 gennaio 2011 negli Stati Uniti ha debuttato su Syfy un remake della serie, dal titolo omonimo: Being Human.